# جريمة بالتقليد
تعرف الجريمة بالتقليد على أنها عمل إجرامي مستوحاة من جريمة سابقة تم الإبلاغ عنها في وسائل الاعلام أو تم وصفها من عمل خيالي.

## تأثير التقليد
«تأثير التقليد» هو الميل إلى جرائم القتل العنيفة لينتج في أشياء مكررة من جريمة سابقة من خلال التقليد.

## المصطلح
يرجع استخدام المصطلح لأول مرة في عام 1919 بسبب ازدياد الجرائم المستوحاة من جاك السفاح

## اقرأ أيضا
قانون جنائي
جريمة
الانتحار بالتقليد